# NXT UK TakeOver: Cardiff
NXT UK TakeOver: Cardiff was een professioneel worstelshow en WWE Network evenement dat georganiseerd werd door WWE voor hun NXT UK brand. Het was de 2e editie van NXT UK TakeOver en vond plaats op 31 augustus 2019 in het Motorpoint Arena Cardiff in Cardiff, Wales.

## Matches
| Nr. | Match | Winnaar(s)        | Opmerkingen                                                                   | Bron  |
| --- | --- | ----------------- | ----------------------------------------------------------------------------- | ----- |
| 1UK | Rhea Ripley vs. Piper Niven                                                                               | Rhea Ripley       | Een-op-een match. Vooraf opgenomen voor een toekomende aflevering van NXT UK. | [ 2 ] |
| 2UK | Kassius Ohno vs. Sid Scala                                                                                | Kassius Ohno      | Een-op-een match. Vooraf opgenomen voor een toekomende aflevering van NXT UK. | [ 2 ] |
| 3   | Noam Dar vs. Travis Banks                                                                                 | Noam Dar          | Een-op-een match.                                                             | [ 3 ] |
| 4   | Cesaro vs. Ilja Dragunov                                                                                  | Cesaro            | Een-op-een match.                                                             | [ 3 ] |
| 5   | Mark Andrews & Flash Morgan Webster vs. Zack Gibson & James Drake (c) vs. Gallus (Mark Coffey & Wolfgang) | Mark Andrews (nc) | Triple Threat tag team match voor het NXT UK Tag Team Championship.           | [ 3 ] |
| 6   | Joe Coffey vs. Dave Mastiff                                                                               | Joe Coffey        | Last Man Standing match.                                                      | [ 3 ] |
| 7   | Kay Lee Ray vs. Toni Storm (c)                                                                            | Kay Lee Ray (nc)  | Een-op-een match voor het NXT UK Women's Championship.                        | [ 3 ] |
| 8   | Walter (c) vs. Tyler Bate                                                                                 | Walter            | Een-op-een match voor het WWE United Kingdom Championship.                    | [ 3 ] |